# Steinunn Valdís Óskarsdóttir
Steinunn Valdís Óskarsdóttir (* 7. April 1965 in Reykjavík) ist eine isländische Politikerin der sozialdemokratischen Allianz und ehemalige Bürgermeisterin von Reykjavík.

## Leben
Steinunn Valdís Óskarsdóttir studierte Geschichte (Bachelor 1992) und öffentliche Verwaltung an der Universität Island. Sie war unter anderem für den Verband isländischer Frauenorganisationen Kvenfélagasamband Íslands tätig. Von 1994 bis 2007 gehörte sie dem Stadtrat der isländischen Hauptstadt Reykjavík an. In den Jahren 2004 bis 2006 war sie Bürgermeisterin von Reykjavík. Von 2007 bis zu ihrem Rücktritt 2010 war sie Abgeordnete des isländischen Parlaments Althing für den Wahlkreis Reykjavík-Nord. Seit 2009 war Steinunn Vizepräsidentin des Parlaments, Vorsitzende im Hauptausschuss sowie Mitglied im Handelsausschuss und im Ausschuss für Verkehr und Kommunikation. Außerdem gehörte sie der isländischen Delegation in der Parlamentarischen Versammlung des Europarates an. Von 2007 bis 2010 war sie Vizefraktionschefin der Sozialdemokraten.
Mit Stand 2020 ist sie Mitglied im Nordischen Komitee höherer Beamter für Gleichstellung der Geschlechter (EK-JÄM) des Nordischen Rats.